# Ophion hokkaidonis
Ophion hokkaidonis là một loài tò vò trong họ Ichneumonidae.